# Hans Bohrdt

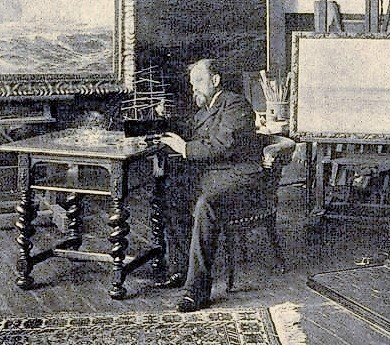
Bohrdt, ca. 1900, in seinem Atelier

Hans Bohrdt (* 11. Februar 1857 in Berlin; † 19. Dezember 1945 ebenda) war ein Marinemaler.

## Leben
Hans Bohrdt wuchs in Berlin auf. Im Alter von 15 Jahren besuchte er den Hamburger Hafen, was sein Interesse für das Meer und die Seefahrt weckte. Er bildete sich autodidaktisch zum Marinemaler aus. Im Jahre 1880 zeigte er erstmals Werke öffentlich.
Hans Bohrdt hatte in Kaiser Wilhelm II. seinen größten Förderer. Er begleitete den Monarchen mehrmals auf seinen Nordland- und Mittelmeerreisen. Bohrdt hatte seine größte Schaffensperiode mit dem Beginn des Flottenbauprogramms ab den 1890er-Jahren bis zum Ende des Ersten Weltkrieges. Aus dieser Zeit stammt auch eines der bekanntesten deutschen Propagandabilder, betitelt mit „Der letzte Mann“, dessen Verbleib bis heute unklar ist.
Er entwarf um 1900 für den Kölner Schokoladeproduzenten Ludwig Stollwerck Stollwerck-Sammelbilder u. a. für das Stollwerck-Sammelalbum IV und das 1916 veröffentlichte Sammelalbum No. 16 „Der große Krieg“. 1901 erhielt er auf der Großen Berliner Kunstausstellung eine kleine Goldmedaille.

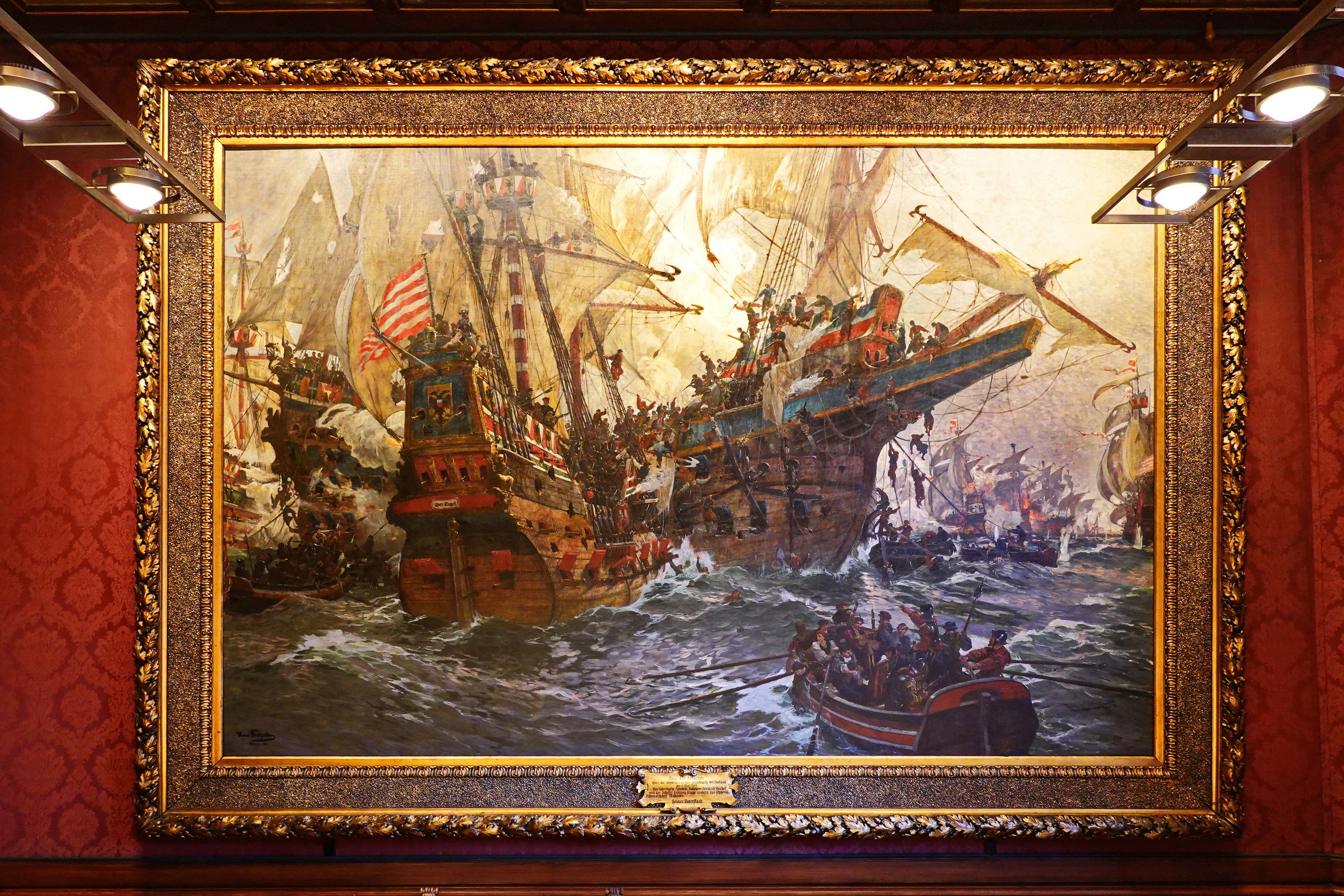
Gemälde von Bohrdt aus dem Jahr 1901; es zeigt eine Seeschlacht von 1564 unter Lübecker Beteiligung. Das Bild hängt im Lübecker Rathaus im Roten Saal

In dieser Zeit schuf Bohrdt unter anderem mehrere hundert Illustrationen für Bücher, Tageszeitungen, Lesermagazine, Postkarten und andere Drucksachen wie Plakate oder Schiffsspeisekarten. Mit der Abdankung von Kaiser Wilhelm II. und dem Niedergang der deutschen Seemacht und Handelsflotte war Bohrdts große Zeit vorbei. Er erhielt nur noch wenige Illustrationsaufträge von deutschen Reedereien, beispielsweise dem Norddeutschen Lloyd in Bremen oder der Hamburg-Amerika-Linie.
Am 25. April 1945 wurde sein Haus in Berlin-Zehlendorf bombardiert und vollständig zerstört. Er verbrachte daher die letzten Tage in einem Altenheim.

## Werk

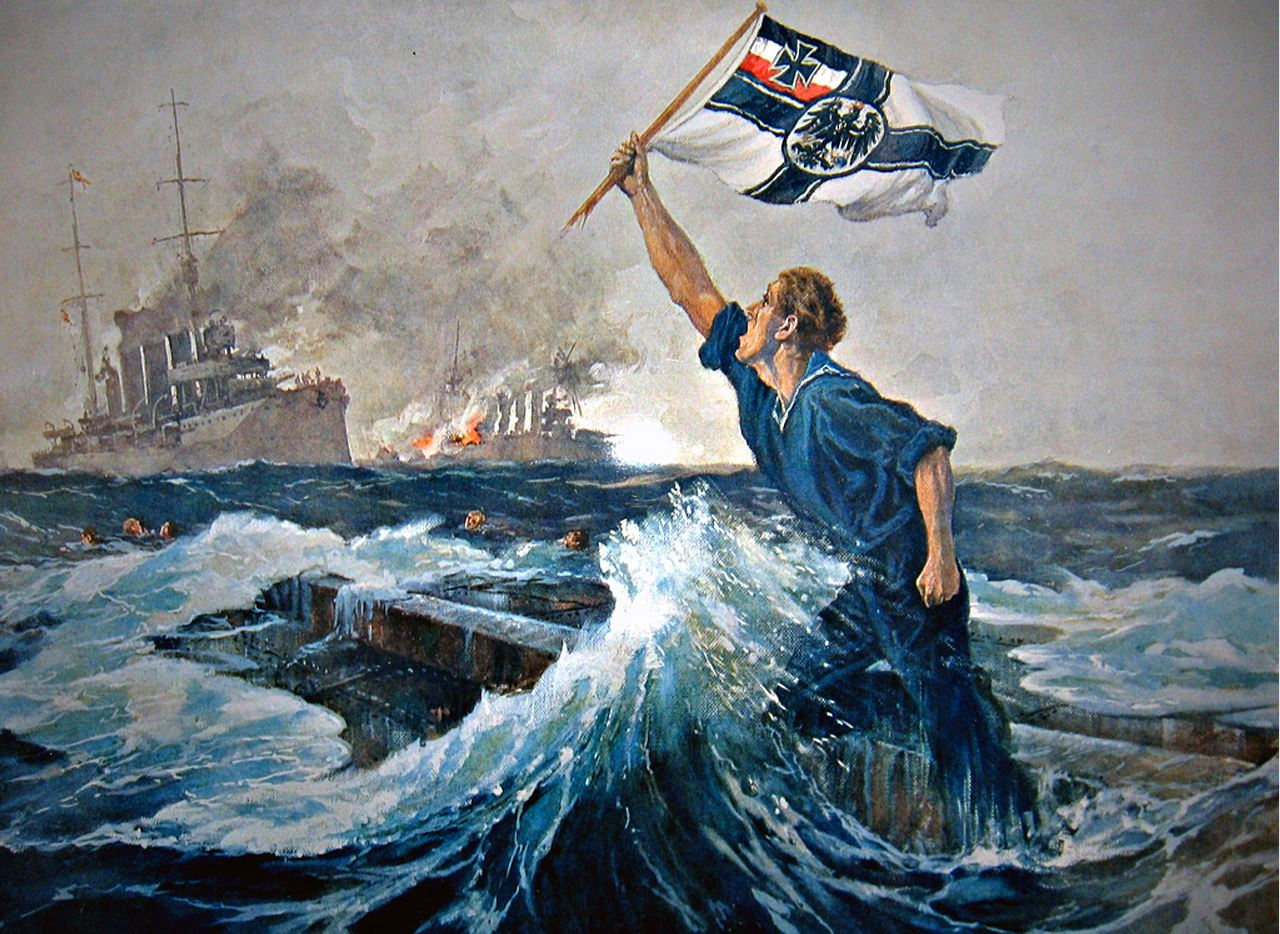
„Der letzte Mann“

Von Hans Bohrdt stammt „das wohl berühmteste deutsche Marinebild“ Der letzte Mann: „Ein Signalgast soll sich, mit der Kriegsflagge in der Hand, auf den Kiel der gekenterten SMS Leipzig gestellt haben und dann mit ihr untergegangen sein. Die Pose des Matrosen erinnert sehr an eine Ikone der Malerei des 19. Jahrhunderts, an Eugène Delacroix Die Freiheit führt das Volk von 1830.“
Zur idealisierten Darstellung des „Heldenkampfes“ eines „blutjungen Matrosen“ in der Seeschlacht bei den Falklandinseln am 8. Dezember 1914 erschien eine Ansichtskarte mit einem Gedicht von Heinrich Röser mit folgendem heroischen Text:
Sie haben gefochten eins zu vier,
Nun zieht sie der Tod ins kühle Revier.
Sie haben gefochten vier zu eins,
Die Helden im Strahl des Ewigenscheins.
Nun brennt das Schiff an Bug und Heck,
Die Mannschaft steht auf Vorderdeck.
Und wie sie in die Tiefe sinkt,
Greift sie zur Mütze und grüßt und schwingt,
Bis daß von Fluten begraben die Hand,
Hurra dem Kaiser und Vaterland!
Als sich vollendet das Geschick,
Kieloben treibt's einen Augenblick
Und reckt noch einmal den wunden Rumpf
Und gurgelt hohl und gurgelt dumpf.
Da plötzlich aus der Meeresflut
Taucht ein Matrose, ein junges Blut,
Der hält über See in höchster Not
In der Rechten die Flagge schwarz-weiß-rot.
Mit ihr erklimmt er das brodelnde Wrack,
Fest steht er, ein Fels, standhaft und strack,
Er schwingt mit kräftiger Seemannshand
Noch einmal die Flagge fürs Vaterland.
Und als der Rumpf in der Flut versinkt,
Mit beiden Händen die Fahne er schwingt.
Und als die Welle den Kopf bedeckt,
Aus dem Wasser ein Arm noch die Fahne streckt.
Er läßt sie nicht, er nimmt sie hinein;
Sie soll auch im Tod sein Begleiter sein.
Dieses „Gedenkblatt deutscher Seemannstreue“ erschien auch als farbenprächtiges Kunstblatt. Größe 56 × 76 cm. Preis Mark 4.